# Sam Basil
Pour les articles homonymes, voir Basil.
Samuel H. Basil, dit Sam Basil, est un homme politique papou-néo-guinéen. Il est le vice-Premier ministre du pays au moment de sa mort le 11 mai 2022.

## Biographie
Éduqué dans une école luthérienne, Sam Basil devient homme d'affaires dans le commerce de gros puis dans une entreprise de services de sécurité,. 

### Parlement
Il entre au Parlement national comme député de Bulolo et sous les couleurs du Parti populaire pour le progrès aux élections de 2007, et siège sur les bancs de l'opposition. Membre de la commission parlementaire des comptes publics en 2009, il dénonce le refus de la quasi-totalité des agences gouvernementales de respecter les normes légales de transparence. En janvier 2011 il rejoint le Parti de la Papouasie-Nouvelle-Guinée, le principal parti de l'opposition. En mai de cette même année il est élu vice-chef de l'opposition, sous Belden Namah,.

### Gouvernement
En août 2011, il est fait ministre de la Planification nationale dans le nouveau gouvernement de Peter O'Neill. Réélu député aux élections de 2012, il est à nouveau vice-chef de l'opposition parlementaire. Il organise un programme de développement du réseau électrique dans sa circonscription. La plupart ces députés de l'opposition rejoignent la majorité gouvernementale, au point qu'en mai 2013 cette opposition parlementaire ne compte plus que quatre députés outre son chef (Belden Namah) et son vice-chef Sam Basil : Tobias Kulang, Allan Marat, Ross Seymour et Jim Kas. En août 2014, Sam Basil rejoint le Pangu Pati, toujours dans l'opposition, et en devient le chef,,,. Il est décrit par la suite comme ayant ressuscité ce parti moribond.
Conservant son siège de député aux élections de 2017, il est nommé ministre des Communications, des Technologies de l'information et de l'Énergie par le Premier ministre Peter O'Neill. En avril 2019 il est fait ministre des Finances, mais n'est maintenu qu'un mois à ce poste avant d'être transféré à celui de ministre de la Planification nationale. À cette occasion, il change une fois encore de parti et devient chef du Parti de l'alliance mélanésienne. Le mois d'après, en juin 2019, il devient ministre du Trésor public dans le gouvernement du nouveau Premier ministre James Marape. En août, il est transféré à nouveau à la fonction de ministre de la Planification nationale. En novembre il crée un nouveau parti politique, le Parti travailliste unifié, associé au mouvement syndical du Congrès des syndicats de Papouasie-Nouvelle-Guinée,,. 
En octobre 2020, il est fait également vice-Premier ministre, tout en conservant son portefeuille ministériel à la Planification. En novembre, il quitte le gouvernement et rejoint l'opposition menée par Belden Namah, accusant le gouvernement d'une mauvaise gestion de l'économie du pays,,. Ayant échoué à contribuer à former une majorité parlementaire alternative, Sam Basil rejoint à nouveau la majorité gouvernementale en décembre, et retrouve son poste de vice-Premier ministre.

### Mort
Sam Basil meurt le 11 mai 2022 lorsque sa voiture est heurtée par un autre véhicule sur la route reliant Lae et Bulolo. Un policier est également tué dans l'accident,. Le ministre des Terres John Rosso est promu à sa succession comme vice-Premier ministre deux semaines plus tard.